# Omori (Computerspiel)
Omori ist ein Computer-Rollenspiel des Independent-Studios Omocat, das erstmals 2020 für Windows und macOS herausgegeben wurde. Die Horror-Geschichte im Fantasy-Setting behandelt den Umgang mit der Depression eines Jugendlichen, die teilweise in dessen Traumwelt erkundet wird. Seit 2024 erscheint eine Umsetzung der Geschichte als Manga.

## Inhalt
Seit dem Tod seiner älteren Schwester Mari hat sich Sunny vor der Welt zurückgezogen und in sein Zimmer verkrochen. In seinen Albträumen verschwindet die Welt um ihn herum in einer schwarzen Masse. Um dem ein Ende zu machen, will seine Mutter mit ihm in eine andere Stadt umziehen. Für die Vorbereitungen lässt sie ihn drei Tage vor dem Umzug allein. In dieser Zeit wird Sunny von seinem alten Freund Kel abgeholt, um gemeinsam die Orte zu besuchen, an denen sie früher mit ihren Freunden waren. Sie treffen Basil, dessen Fotoalbum von Aubrey gestohlen wurde. Sie schwören ihm, das Album zurückzubringen. Dafür absolviert der Spieler eine Reihe von Rätseln und Kämpfen. Je nach den Entscheidungen, die der Spieler trifft, gelangt er zu unterschiedlichen Enden.

## Spielmechanik
Der Spieler wechselt zwischen zwei Welten. Eine davon stellt die dunkle Realität des Protagonisten dar. In der anderen, bunten Fantasiewelt werden kleine Rätsel gelöst. In der zweiten lernt der Spieler neben den Rätseln auch die Mechanik des rundenbasierten Kampfmodus kennen, der in das Spiel integriert ist. Die die Kämpfe bestimmenden Eigenschaften sind die Gefühlszustände der Charaktere. Auch nach dem Wechsel der Welt wird der Spieler mit Kämpfen konfrontiert, die jedoch nicht so einfach zu bewältigen sind wie in der Traumwelt. Der Spieler wechselt zwischen den beiden Welten hin und her, um dem Geheimnis hinter dem Gemütszustand des Jungen auf die Spur zu kommen.

## Entstehung und Veröffentlichung
Das Spiel entstand beim Independent-Studio Omocat. Der Name war zunächst nur das Pseudonym der US-amerikanischen Künstlerin, die die Idee zum Spiel 2011 in ihrem Blog veröffentlichte. Zur Finanzierung des Spiels wurde 2014 eine Kickstarter-Kampagne durchgeführt, die das benötigte Geld innerhalb eines Tages einbrachte. Die Veröffentlichung war ursprünglich für 2015 angekündigt, doch die Entwicklung nahm deutlich mehr Zeit in Anspruch. Das inzwischen zusammengestellte Team firmierte sich als Studio unter dem Namen Omocat und brachte zur weiteren Finanzierung, nachdem das Geld aus der Kickstarter-Kampagne aufgebraucht war, Merchandise zum Spiel heraus.
Die erste Veröffentlichung des Spiels geschah am 18. Dezember 2020 für Windows und macOS. Nach der englischen Fassung kam am 16. Dezember 2021 eine japanische Version heraus und später koreanische und chinesische Fassungen. 2022 folgten Versionen für Xbox One, Xbox Series, Xbox Cloud Gaming, Nintendo Switch und PlayStation 4.

## Manga-Adaption
Im Juni 2024 startete im Magazin Afternoon eine Mangaserie zum Spiel, die von Nui Konoito geschrieben und gezeichnet wird. Die Geschichte erzählt den Verlauf des Rollenspiels nach. Die Kapitel werden vom Verlag Kōdansha auch in bisher zwei Sammelbänden herausgegeben. Eine deutsche Fassung, übersetzt von Miryll Ihrens, erscheint seit Juni 2025 bei Altraverse. Auf Englisch erscheint die Serie bei Kodansha Comics in den USA.

## Rezeption
Die japanische Version verkaufte in der ersten Woche nach Veröffentlichung 2.900 physische Exemplare und lag dabei auf Platz 19 der Verkaufscharts. Bis Januar 2023 verkaufte sich das Spiel insgesamt über 1 Million Mal. Bei den Dreamies Awards auf der DreamHack 2021 war das Spiel in drei Kategorien nominiert und gewann in der Kategorie „Daringly Dramatic“.
In Kritik für den ORF hebt David Riegler den Kontrast zwischen der zuckersüßen Fantasiewelt und der brutalen Realität hervor, die für einige gruselige Momente sorgten und „dem Game zurecht das Genre ‚Horror-RPG‘ geben“. Dabei hätten „es die Entwickler*innen geschafft intelligente Metaphern für ernste Themen wie Depressionen zu finden. Die Ausweglosigkeit eines depressiven Menschen lässt uns das Spiel besonders in Phasen spüren, wo wir im weißen Raum eingesperrt sind und nichts tun können, so sehr wir es auch versuchen“. Und „[n]icht nur die starke Botschaft zeichnet ‚Omori‘ aus, sondern auch die vielen kleinen Rätsel der verspielten Traumwelt, in der man sich einfach gerne aufhält“. „‚Omori‘ zeigt, wie wichtig es ist, sich auch mit traumatischen Erlebnissen auseinanderzusetzen, um sie zu verarbeiten. Auch wenn es nur in abstrakter Form in einer fantastischen Traumwelt möglich ist.“